# Asteroporpa pulchra
Asteroporpa pulchra är en ormstjärneart som beskrevs av Hubert Lyman Clark 1915. Asteroporpa pulchra ingår i släktet Asteroporpa och familjen medusahuvuden. Inga underarter finns listade i Catalogue of Life.